# Tour de Romandía 1996
La 50.ª edición del Tour de Romandía se disputó del 6 de mayo al 12 de mayo de 1996 con un recorrido de 995,4 km dividido en un prólogo inicial y 7 etapas, con inicio en Basilea, y final en Ginebra.
El vencedor fue el español Abraham Olano, cubriendo la prueba a una velocidad media de 38,4 km/h.

## Etapas[1]
| Etapa   | Recorrido                | Km    | Ganador               |
| Prólogo | Basilea                  | 4,3   | Abraham Olano         |
| 1.ª     | Basilea-La Vue des Alpes | 155,8 | Pavel Tonkov          |
| 2.ª     | La Chaux de Fonds-Bulle  | 188   | Mario Manzoni         |
| 3.ª     | Bulle-Martigny           | 177   | Mario Cipollini       |
| 4.ª     | Martigny-Les Diablerets  | 160,2 | Alexander Gontchenkov |
| 5.ªa    | Les Diablerets-Orbe      | 105,9 | Mario Cipollini       |
| 5.ªb    | Orbe                     | 29,8  | Abraham Olano         |
| 6.ª     | Orbe-Ginebra             | 174,4 | Mario Cipollini       |

## Clasificaciones
Así quedaron los diez primeros de la clasificación general de la segunda edición del Tour de Romandía
| \| 1. \| Abraham Olano \| España \| 25h 53'05" \| \| \| 2. \| Alexandre Gontchenkov \| Rusia \| + 1'18" \| \| \| 3. \| Giuseppe Guerini \| Italia \| + 1'25" \| \| \| 4. \| Davide Rebellin \| Italia \| + 1'36" \| \| \| 5. \| Mauro Gianetti \| Suiza \| + 2'05" \| \| \| 6. \| Evgueni Berzin \| Rusia \| + 2'39" \| \| \| 7. \| Beat Zberg \| Suiza \| + 3'22" \| \| \| 8. \| Piotr Ugrumov \| Rusia \| + 3'53" \| \| \| 9. \| Andrea Noe \| Italia \| + 4'21" \| \| \| 10. \| Manuel Beltran \| España \| + 4'52" \| \| |                       |        |            |  |
| 1. | Abraham Olano         | España | 25h 53'05" |  |
| 2. | Alexandre Gontchenkov | Rusia  | + 1'18"    |  |
| 3. | Giuseppe Guerini      | Italia | + 1'25"    |  |
| 4. | Davide Rebellin       | Italia | + 1'36"    |  |
| 5. | Mauro Gianetti        | Suiza  | + 2'05"    |  |
| 6. | Evgueni Berzin        | Rusia  | + 2'39"    |  |
| 7. | Beat Zberg            | Suiza  | + 3'22"    |  |
| 8. | Piotr Ugrumov         | Rusia  | + 3'53"    |  |
| 9. | Andrea Noe            | Italia | + 4'21"    |  |
| 10. | Manuel Beltran        | España | + 4'52"    |  |